# ダニエル・ギルデンロウ
ダニエル・ギルデンロウ（Daniel Gildenlöw、1973年6月5日 - スウェーデン、セーデルマンランド県、エシルストゥーナ生まれ）は、スウェーデンのミュージシャン、ソングライター。ペイン・オヴ・サルヴェイションのボーカル。ザ・フラワー・キングスの元メンバー。

## 経歴
1984年、ペイン・オヴ・サルヴェイションのもととなるバンド、Realityを11歳という若さで結成する。1987年には、母国の大先輩バンドにあたるヨーロッパが賞を取ったことでも有名な、Rock-SMというコンテストに最年少バンドとしてノミネート。受賞はしなかったものの、ベスト・ヴォーカリストとして、自身が選出される。1991年に、バンドの名称をペイン・オブ・サルヴェイションに改め、1997年に、ファーストアルバム『エントロピア』をリリースし、メジャーデビュー。高い評価を獲得する。ペイン・オヴ・サルヴェイションでの活動以外でも、ザ・フラワー・キングスのアルバム、『アンフォールド・ザ・フューチャー』にゲストとして参加したのをきっかけに、2005年まで活動を共にする。その他にも、エイリオンのアルバムにゲスト参加をするなど、多方面で活動している。
2014年に壊死性筋膜炎を発症。程なくして、彼はスウェーデンのウプサラにある病院に入院した。
2017年に自身の病の体験を『イン・ザ・パッシング・ライト・オヴ・デイ』として、ペイン・オヴ・サルヴェイションでリリースした。その後、ザ・フラワー・キングスのロイネ・ストルトやヨナス・レインゴールドらと共にザ・シー・ウィズインを結成し、2018年にはデビュー・アルバムを発表するが、ギルデンロウはペイン・オヴ・サルヴェイションの活動との兼ね合いで、ツアーには不参加となった。

## 人物
- ペイン・オヴ・サルヴェイションの元メンバー、クリストファー・ギルテンロウは実の弟である。
- 三人の子供の父である。

## 参加作品

### ペイン・オヴ・サルヴェイション
- 『エントロピア』 - Entropia (1997年)
- 『ワン・アワー・バイ・ザ・コンクリート・レイク』 - One Hour by the Concrete Lake (1998年)
- 『ザ・パーフェクト・エレメント・パート1』 - The Perfect Element, part I (2000年)
- 『レメディ・レーン』 - Remedy Lane (2002年)
- 『Be』 - Be (2004年)
- 『スカーシック』 - Scarsick (2007年)
- 『ロード・ソルト・ワン』 - Road Salt One (2010年)
- 『ロード・ソルト・ツー』 - Road Salt Two (2011年)
- 『フォーリング・ホーム』 ‐ Falling Home (2014年)
- 『イン・ザ・パッシング・ライト・オヴ・デイ』 - In the Passing Light of Day (2017年)

### ザ・フラワー・キングス
- 『アンフォールド・ザ・フューチャー』 - Unfold the Future (2002年)
- 『ミート・ザ・フラワー・キングス』 - Meet the Flower Kings (2003年) (ライブ)
- 『アダム&イヴ』 - Adam & Eve (2004年)

### ゾビアック
- 『GMC・アウト・イン・ザ・フレンズ』 - GMC Out in the Fields (2002) (ギター)

### クリプト・オブ・ケルべロス
- 『マクロデックス・オブ・ウォー』 - The Macrodex of War (2005)

### ダニエレ・リブラニ
- Genius : A Rock Opera-Episode 1-A Human into A Dream World (vocals) as Twinspirit n.32
- Genius : A Rock Opera-Episode 2-In Search of the Little Prince (2004) (vocals) as Twinspirit n.32
- Genius : A Rock Opera-Episode 3-The final surprise (2007) (vocals) as Twinspirit n.32

### アクサメンタ
- 『エバー・アーチ・アイ・テック・トゥレ』 ‐ Ever-Arch-I-Tech-Ture (2006) (一部トラックでヴォーカルとして参加)

### スパスティック・インク
- 『インク・コンパティブル・ソング・インタイルド・"メリッサズ・フレンド"』 - Ink Compatible Song Entitled "Melissa's Friend"(2004) (ヴォーカル

### トランスアトランティック
- 『ライブ・イン・ヨーロッパ』 - Live in Europe (2003) (ギター, キーボード, パーカッション, ヴォーカル)
- 『ウォールドツアー2010:ライブ・イン・ロンドン』 - Whirld Tour 2010: Live in London (2010) (キーボード, ギター, パーカッション, サンプル, ヴォーカル)
- 『カレイドスコープ〜万華鏡幻想』- Kaleidoscope (2014) (guest vocals on "Into the Blue")

### ドリーム・シアター
- 『システマティック・ケイオス』 ‐ Systematic Chaos (2007年)(一部トラックで声の出演をしている)